# 小鱗南極魚
小鱗南極魚，又稱黑鱈魚，為輻鰭魚綱鱸形目南極魚亞目南極魚科的其中一種，分布於西南太平洋的紐西蘭及Macquarie島海域，體長可達70公分，重達3千克，為底棲性魚類，屬肉食性，生活習性不明，可做為食用魚。

## 擴展閱讀
維基物種上的相關：小鱗南極魚